# Lofer
Lofer ist eine Marktgemeinde mit 2096 Einwohnern (Stand 1. Jänner 2024) im österreichischen Bundesland Salzburg, im Pinzgauer Saalachtal gelegen.

## Geographie
Lofer liegt im Pinzgauer Saalachtal, umrahmt von den Gebirgszügen der Loferer und Reither Steinberge, im Norden den Ausläufern der Chiemgauer Alpen, im Westen der Pass Strub.
Lofer ist der zentrale Ort des Salzburger Saalachtals.

### Gemeindegliederung
Das Gemeindegebiet umfasst folgende sechs Ortschaften (Stand 1. Jänner 2024):
- Au (182)
- Faistau (67)
- Hallenstein (134)
- Lofer (1235)
- Mayrberg (47)
- Scheffsnoth (431)

Die Gemeinde besteht aus vier Katastralgemeinden (Fläche Stand 31. Dezember 2023):
- Au (1.766,89 ha)
- Hallenstein (1.115,75 ha)
- Lofer (1.938,52 ha)
- Scheffsnoth (742,63 ha)

Bis Ende Mai 1923 gehörte die Gemeinde zum Gerichtsbezirk Lofer, dann bis Juni 2017 zum Gerichtsbezirk Saalfelden. Mit 1. Juli 2017 wurde sie dem Gerichtsbezirk Zell am See zugewiesen.

### Nachbargemeinden
|                              | Unken                                       |             |
| Waidring (KB)                | Kompassrose, die auf Nachbargemeinden zeigt | Deutschland |
| St. Ulrich am Pillersee (KB) | Sankt Martin bei Lofer                      |             |

## Geschichte
Urkundlich wird der Ort schon Anfang des 15. Jahrhunderts erwähnt. Dennoch ergaben Grabungen 1955, dass die Fundamente der ersten heute noch erhaltenen Gebäude schon im 14. Jahrhundert entstanden. Lofer war zudem eine wichtige Relaisstation für Pferde und deren erzbischöfliche Boten, welche Nachrichten von Salzburg nach Venetien brachten.
Im Jahre 1731 zerstörte der sogenannte Loferer Marktbrand den Ort. Nach dem Brand wurden die Gebäude aber wieder errichtet. Bekannt wurde die Gemeinde, da sie als Kulisse für den Kinofilm Agenten sterben einsam diente.

## Kultur und Sehenswürdigkeiten

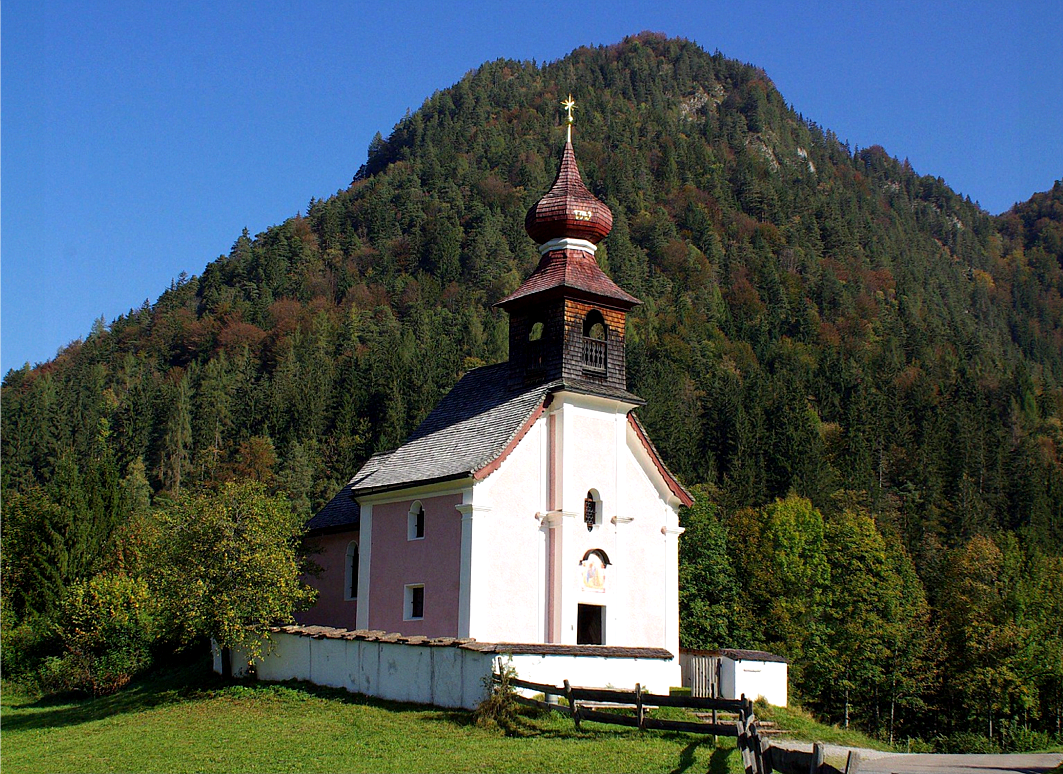
Kath. Filialkirche hl. Antonius von Padua

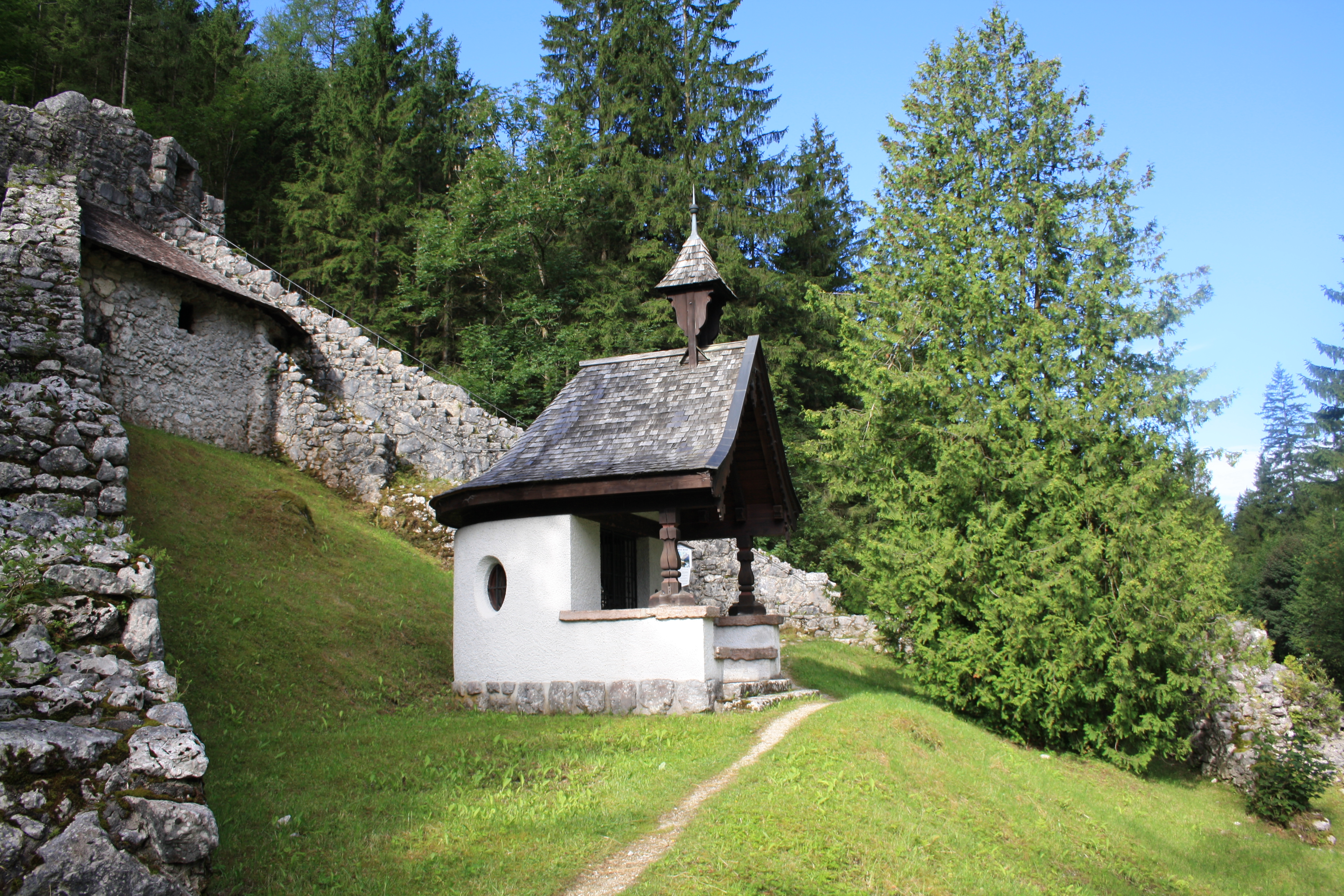
Festungsruine Pass Strub

- Katholische Pfarrkirche Lofer Hll. Maria und Leonhard
- Evangelische Kreuzkirche
- älteste Pestsäule im Salzburger Land (1564)
- Festung Pass Strub: ehemalige Grenzbefestigung aus dem Jahr 1809 an der Grenze zu Tirol, die 1983/84 freigelegt wurde.
- der Triftsteig durch die Teufelsschlucht
- das Auer Kirchlein in Au (1494 als Kapelle gebaut; weitere Umbauten 1869, 1720 und 1777)

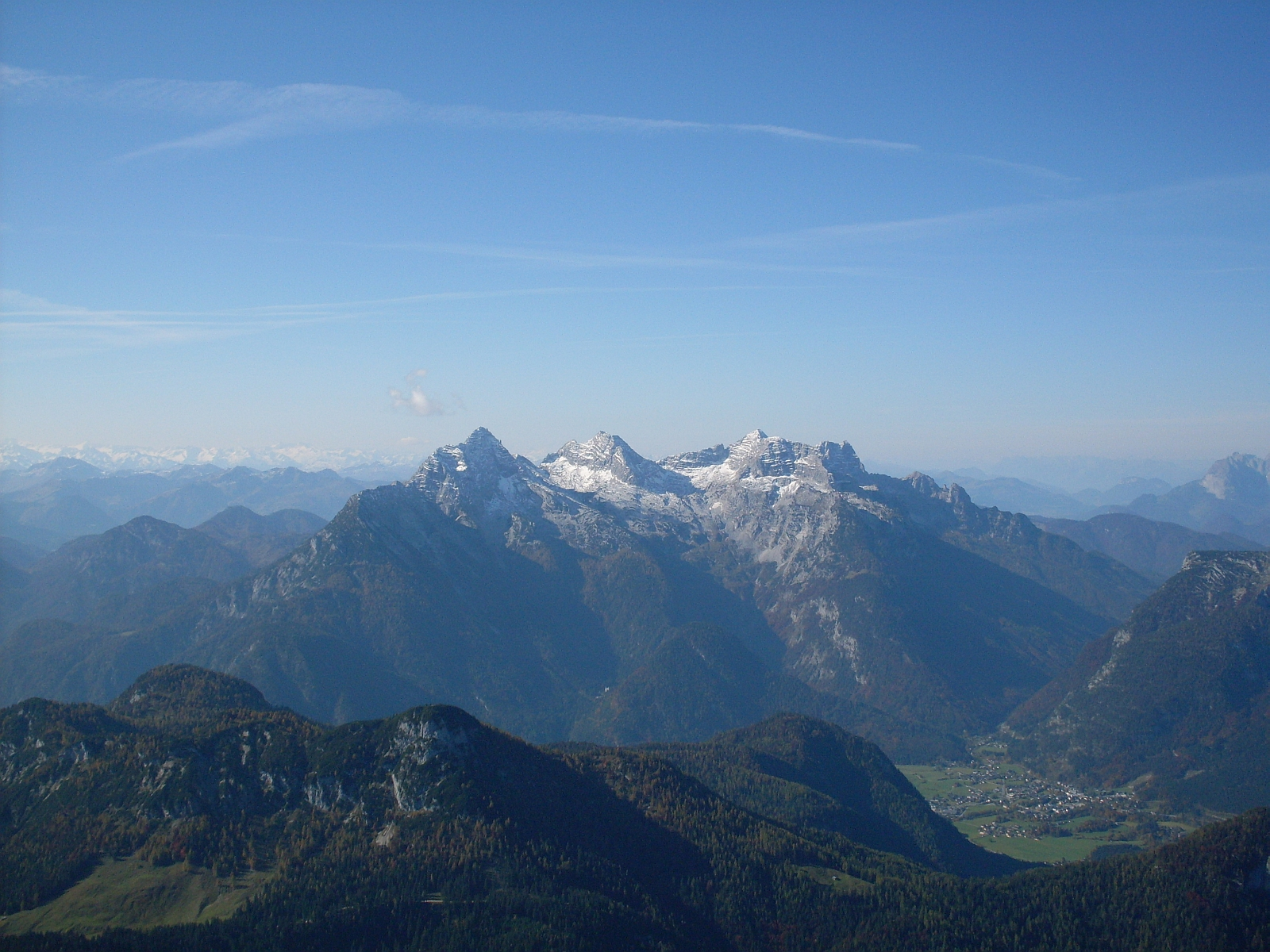
Lofer, zu Füßen der Loferer Steinberge, vom Gr. Häuselhorn auf den Reither Steinbergen
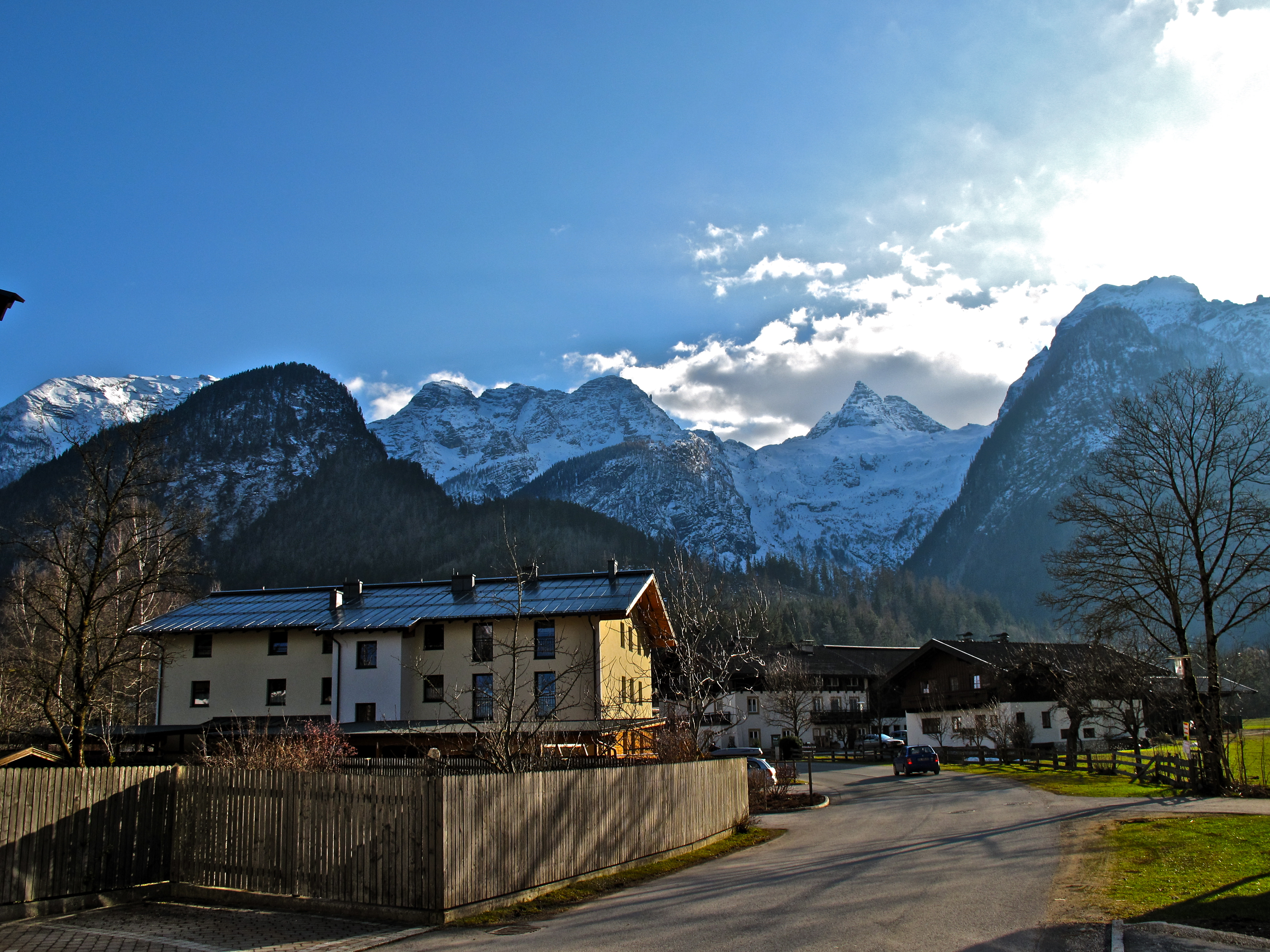
Loferer Steinberge
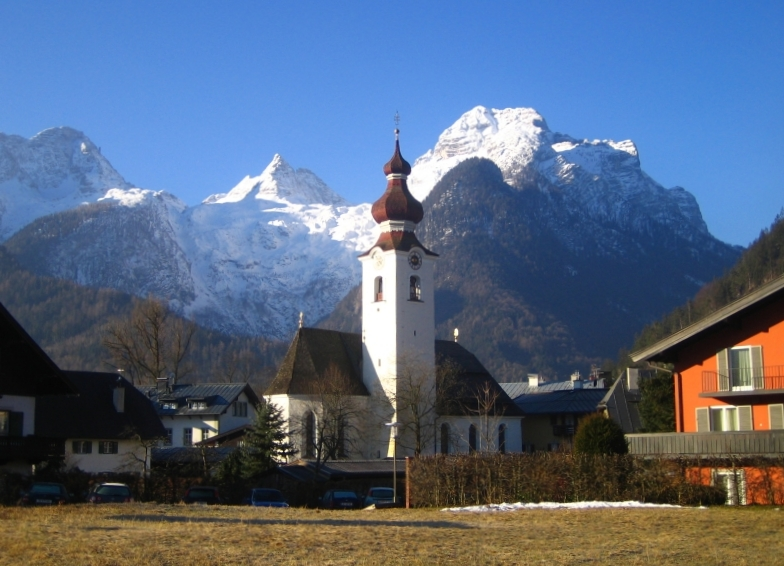
Pfarrkirche Lofer
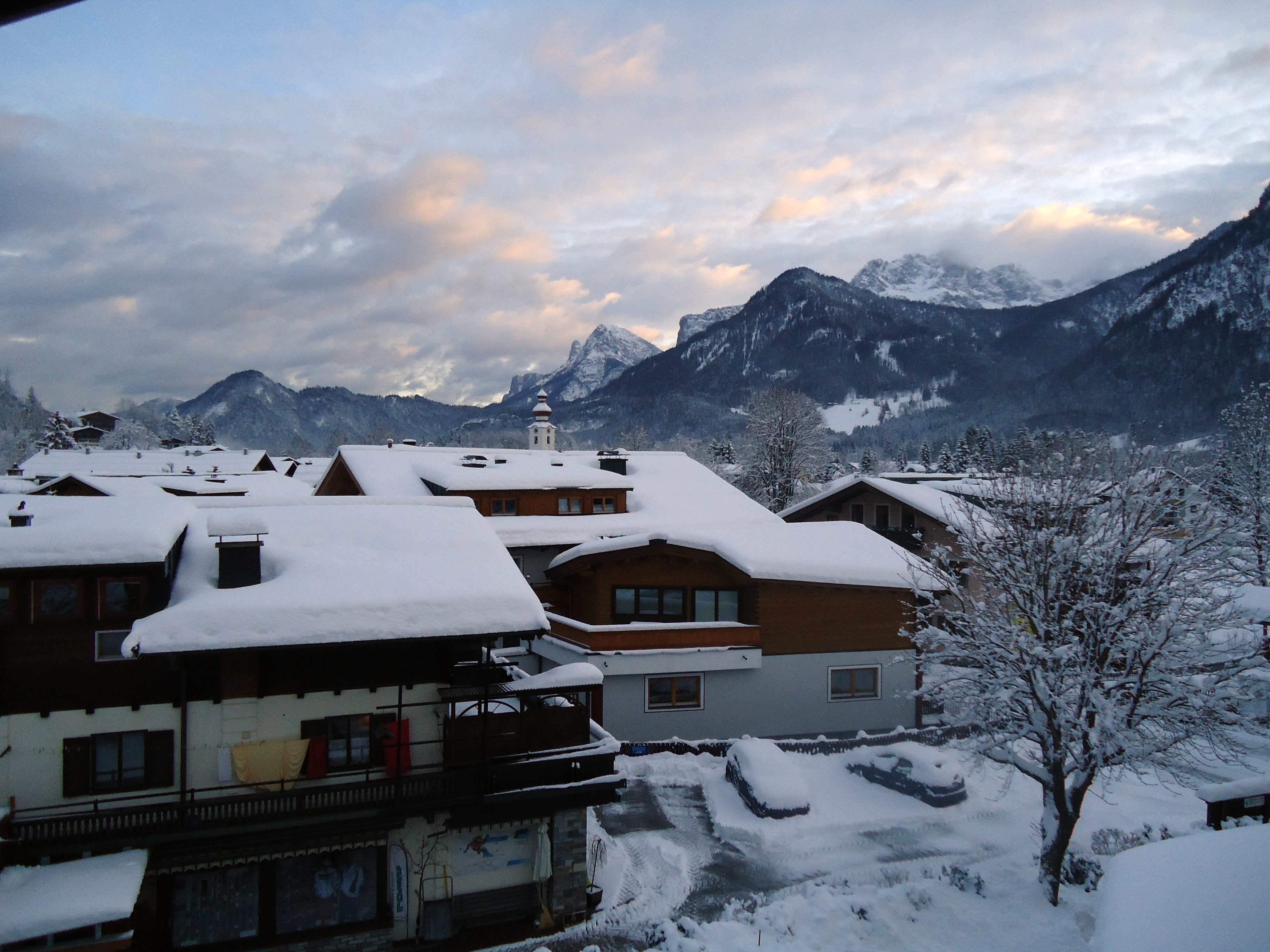
Lofer im Winter

### Regelmäßige Veranstaltungen

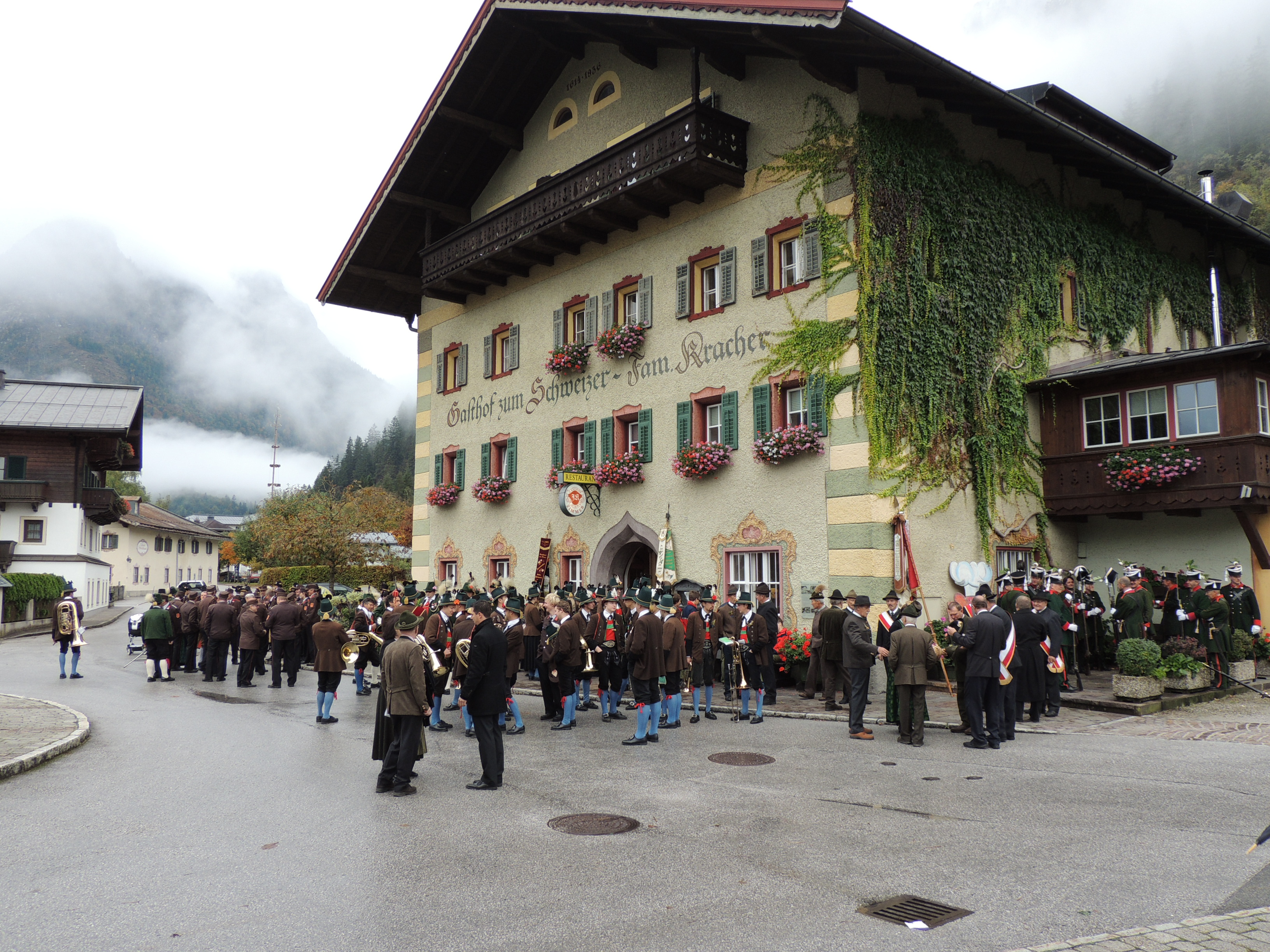
Aufstellung des Erntedankmarsches vor dem Gasthof „Zum Schweizer“

- Erntedankfest am ersten Oktobersonntag
- Saalachtaler Bladlfest Mitte September
- Marktfest Lofer Mitte Juli – August

Die Sex-Komödie Alpenglüh’n im Dirndlrock wurde 1974 in Lofer aufgenommen. Der Ort heißt im Film „Vögelbrunn“ und liegt in Bayern.

## Wirtschaft und Infrastruktur

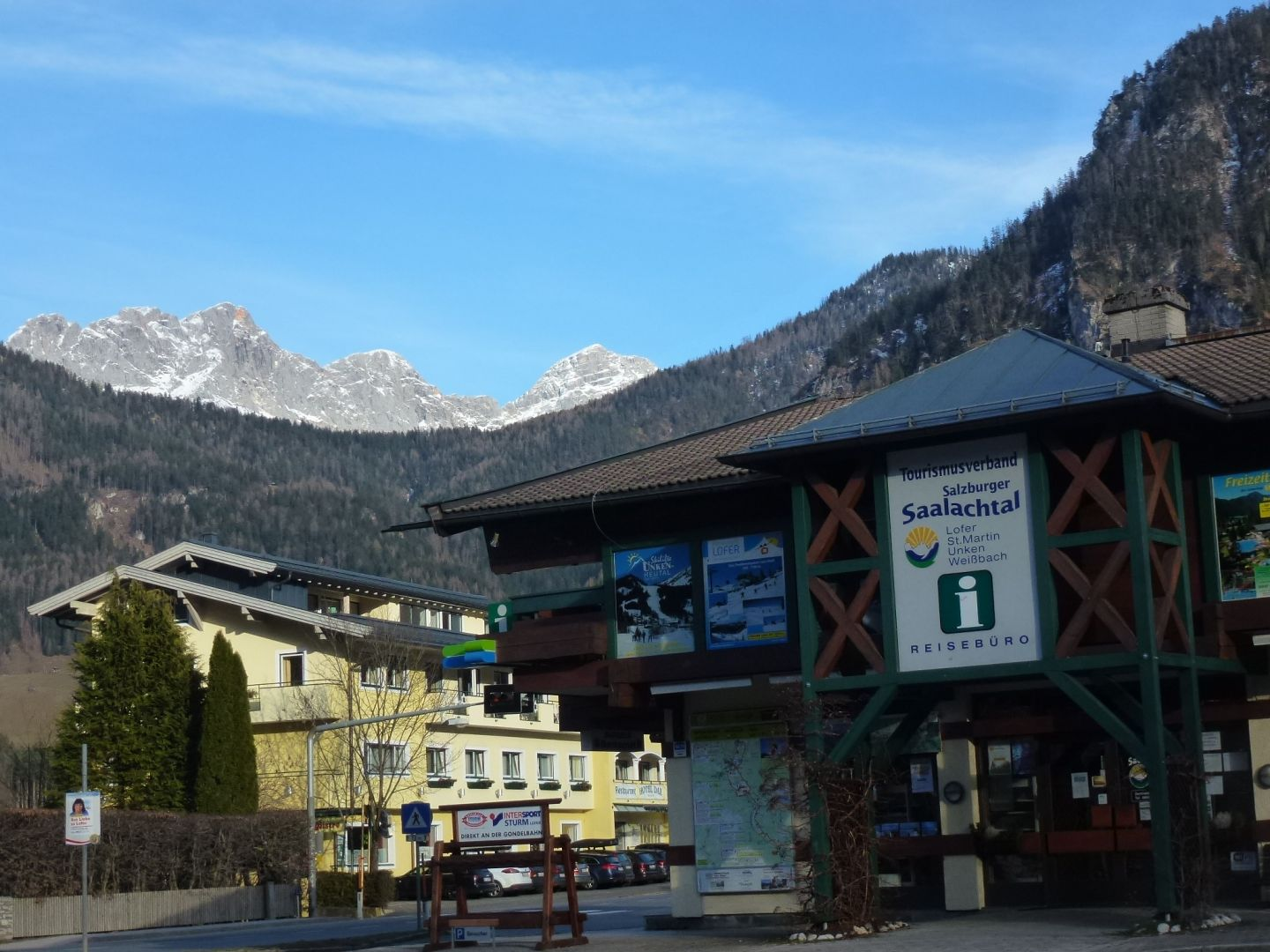
Touristeninformation

Lofer ist im Wesentlichen von Landwirtschaft und Tourismus geprägt. Es verfügt über mehr als 2.500 Gästebetten. Ein Freizeitbad, Fahrradwege und familienfreundliche Gastronomie runden das Bild ab. Das Ski- und Wandergebiet Loferer Alm ist vom Ort aus zu erreichen, die Skigebiete Steinplatte und das Heutal liegen in der Nähe.
Die Anzahl der Übernachtungen stieg von 210.000 im Jahr 2010 auf 260.000 im Jahr 2019. Die stärkste Saison ist der Winter. Der stärkste Monat ist der Februar mit 53.000 Übernachtungen, Juli und August bringen es jeweils auf 32.000 Übernachtungen.

### Verkehr
Lofer liegt an der Loferer Straße B 178, die von Salzburg über das Kleine Deutsche Eck und weiter über den Pass Strub nach St. Johann in Tirol führt, in Lofer zweigt die Pinzgauer Straße B 311 nach Saalfelden und Zell am See ab.

## Politik

### Gemeinderat
| Gemeinderatswahl 2024Wahlbeteiligung: 68,1 % 6050403020100 57,6 % (+0,3 %p)23,6 % (−4,4 %p)18,8 % (+4,2 %p) ÖVPFPÖSPÖ20192024 |

Die Gemeindevertretung hat insgesamt 17 Mitglieder.
- Mit den Gemeindevertretungs- und Bürgermeisterwahlen in Salzburg 2004 hatte die Gemeindevertretung folgende Verteilung: 10 ÖVP, 4 FPÖ, und 3 SPÖ.
- Mit den Gemeindevertretungs- und Bürgermeisterwahlen in Salzburg 2009 hatte die Gemeindevertretung folgende Verteilung: 11 ÖVP, 3 FPÖ, und 3 SPÖ.
- Mit den Gemeindevertretungs- und Bürgermeisterwahlen in Salzburg 2014 hatte die Gemeindevertretung folgende Verteilung: 10 ÖVP, 5 FPÖ, und 2 SPÖ.
- Mit den Gemeindevertretungs- und Bürgermeisterwahlen in Salzburg 2019 hatte die Gemeindevertretung folgende Verteilung: 10 ÖVP, 5 FPÖ, und 2 SPÖ.[5]
- Mit den Gemeindevertretungs- und Bürgermeisterwahlen in Salzburg 2024 hat die Gemeindevertretung folgende Verteilung: 10 ÖVP, 4 FPÖ und 3 SPÖ.[6]

### Bürgermeister
- 1959–1974 Josef Färbinger (ÖVP)[7]
- 1974–1998 Rudolf Eder (ÖVP)[8]
- 1999–2004 Kurt Pühringer (ÖVP)[9]
- 2004–2014 Bettina Dürnberger/Bettina Mitterer (ÖVP)[10]
- seit 2014 Norbert Meindl (ÖVP)[11]

### Wappen
Die Blasonierung des 1931 verliehenen Gemeindewappens lautet:
„In einem von Rot und Blau geteilten Schild die von einem ovalen goldenen Nimbus umgebene, auf der Mondsichel stehende Gestalt der heiligen Maria, eine Krone auf dem Haupte, in der rechten Hand das Szepter, in der linken das Jesuskind haltend.“

## Persönlichkeiten
- Sebastian Mutzl (1797–1863), Pädagoge, Gymnasiallehrer und Verfasser von Schulbüchern
- Ernst Schilling (1809–1872), Arzt und demokratischer Politiker
- Erich Gebert (1895–1978), Wirtschaftsexperte und NSDAP-Gauwirtschaftsberater
- Rudolf Eder (1934–2020), ehemaliger österreichischer Politiker (ÖVP), Zimmermann und Landwirt
- Othmar Schmiderer (* 1954), Regisseur
- Rosa Lohfeyer (* 1956), Politikerin (SPÖ) und Lehrerin
- Karin Berger (* 1963), Politikerin, Abgeordnete zum Salzburger Landtag